# Лароя
Лароя (ісп. Laroya) — муніципалітет в Іспанії, у складі автономної спільноти Андалусія, у провінції Альмерія. Населення — 164 особи (2010).
Муніципалітет розташований на відстані близько 370 км на південь від Мадрида, 50 км на північ від Альмерії.
На території муніципалітету розташовані такі населені пункти: (дані про населення за 2010 рік)
- Ель-Арройо-Франко-і-Естелья: 10 осіб
- Лароя: 149 осіб
- Ель-Реуль-Альто: 5 осіб

## Демографія
Динаміка населення (INE ):

## Галерея зображень

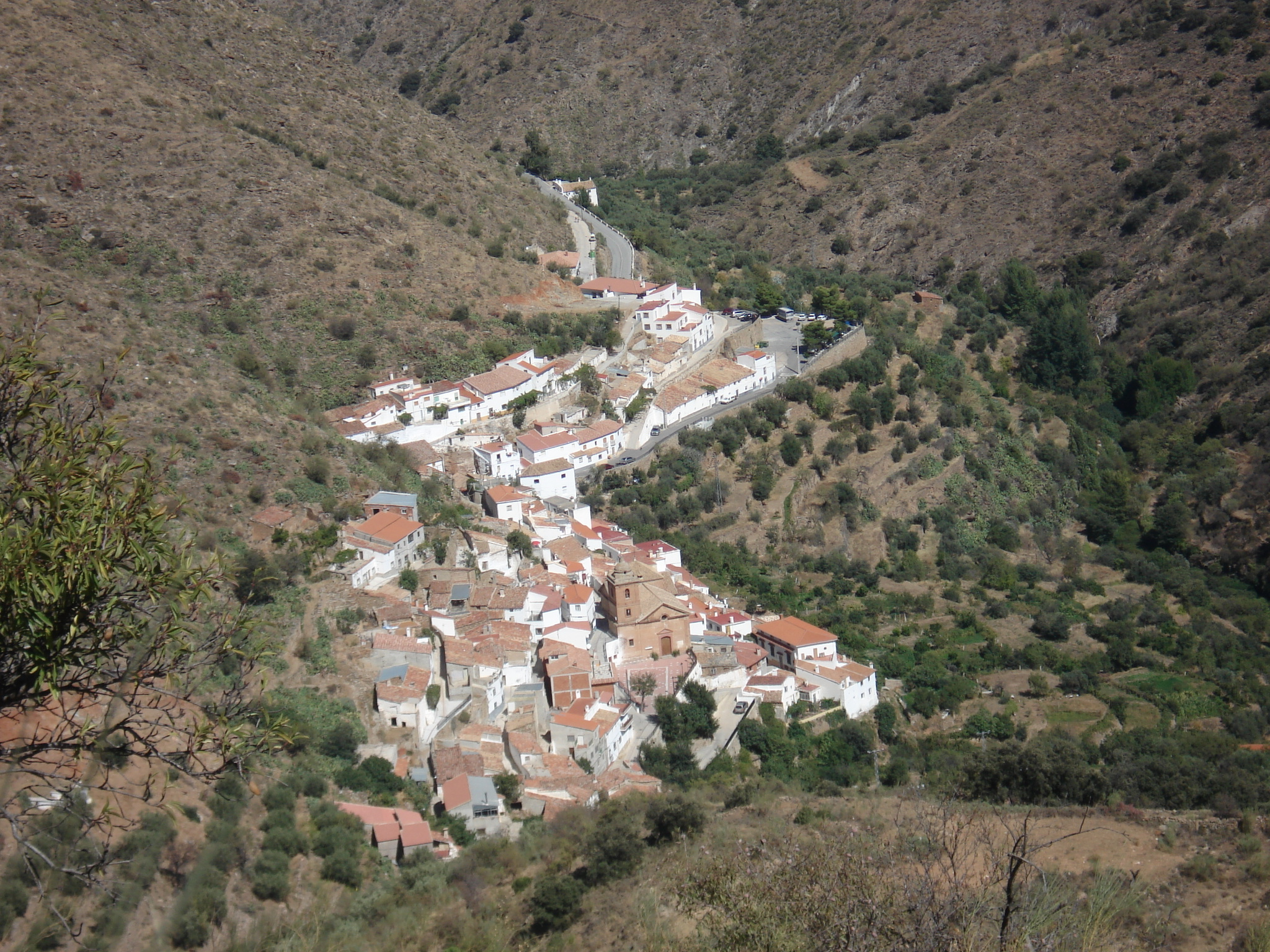
Лароя